# Nackt über Berlin
Nackt über Berlin  ist eine tragikomische Coming-of-Age-Serie von Regisseur Axel Ranisch aus dem Jahr 2023. Ranisch schrieb das Drehbuch zu den sechs Folgen gemeinsam mit Sönke Andresen auf Basis seines gleichnamigen Romans.

## Handlung
Tai und Jannik sind an ihrer Schule Außenseiter, die von ihren Mitschülern gemobbt werden. Es gelingt ihnen, ihren Schuldirektor, Herrn Lamprecht, in dessen Wohnung einzusperren und über einen PC zu quälen. Was als Streich anfängt, eskaliert zusehends. Bei seinen Versuchen, herauszufinden, wer seine Entführer sind, berichtet Lamprecht immer mehr aus seiner Vergangenheit und seinem Privatleben, u. a. von seiner gescheiterten Ehe und seinem problematischen Agieren rund um den Suizid einer Schülerin. Als er sich schließlich selbst töten möchte, wird er von Jannik befreit. Lamprecht weiß bis zuletzt nicht, wer ihn entführt hat, und kann auch die Entführung nicht beweisen.

## Episoden
| Nr. (ges.) | Nr. (St.) | Originaltitel                       | Zusammenfassung | Erstausstrahlung D |
| ---------- | --------- | ----------------------------------- | --- | ------------------ |
| 1          | 1         | Der Mond ist aufgegangen            | Die beiden Teenager Jannik und Tai werden an ihrer Schule gemobbt. Eines Abends informiert Tai Jannik, dass er ihren Schuldirektor Lamprecht stark betrunken auf einer Parkbank gefunden hat. Gemeinsam bringen sie ihn in dessen hochmoderne Wohnung. Tai kennt sich aus mit Technik und Elektronik, also beschließen beide, den Schulleiter in seiner Wohnung einzusperren, und sich selbst in der leerstehenden Nachbarwohnung einzuquartieren, von wo sie über Bluetooth eine Verbindung zu Lamprechts Computer herstellen. | 12. Okt. 2023      |
| 2          | 2         | Sohnemann, die Ex und ihr Arschloch | Lamprecht weiß nicht, von wem er entführt wurde. Über den PC stellen die Teenager sich als „Gott“ vor. Jannik steht der Aktion etwas skeptisch gegenüber und zweifelt, ob sie nicht zu weit gingen. Lamprecht vermutet seinen Sohn Philipp hinter der Aktion, und im Gespräch über den PC berichtet Lamprecht aus seinem Leben: Seine Frau Silke hat ihn gerade verlassen und ist mit dem Sohn nach Rotterdam zu einem anderen Mann gezogen. Lamprecht fragt, ob seine Entführung mit Melanie Heise zu tun habe. Melanie Heise ist eine Mitschülerin, die sich vor kurzem selbst getötet hat. | 12. Okt. 2023      |
| 3          | 3         | Die Gieseking                       | (Alternativer Titel in der Mediathek von arte: „Busenfreundin“.) Jannik und Tai fälschen einen Brief an das Kollegium der Schule, mit dem Lamprecht sich für unbestimmte Zeit krankmeldet. Durch die Abwesenheit von Rektor Lamprecht steigt seine Vertretung Claudia Gieseking zur Rektorin auf. Lamprecht nimmt nun an, Gieseking sei für die Entführung verantwortlich, und erzählt Jannik und Tai, dass er Gieseking vor einigen Monaten mit einem Liebesbrief der Schülerin Melanie Heise konfrontiert hat. Dabei stellte er die Schülerin vor ihrer Klasse bloß. Melanies Vater wollte erfahren, ob es eine auch körperliche Beziehung zwischen seiner verstorbenen Tochter und der Lehrerin gab. Lamprecht antwortete für Gieseking, dass es sich um eine Fantasie der Tochter handele, ausgelöst durch die gemeinsame Arbeit an Wedekinds Frühlings Erwachen. Der Vertrauenslehrer Frank Bussmann vermutete, dass ein Fehlverhalten Giesekings vorliegen könnte, wurde aber von Lamprecht zurückgewiesen. Zwischen Tai und Jannik kommt es zu Zärtlichkeiten, doch Tai scheint mit der Situation überfordert. Janniks Vater möchte Jannik einer Hormontherapie unterziehen, damit er „männlicher“ werden soll. Lamprechts Situation wird derweil zunehmend dramatischer: Jannik und Tai haben das Wasser und den Strom abgestellt und die Heizung auf eine hohe Stufe gedreht. | 12. Okt. 2023      |
| 4          | 4         | Requiem für Mel                     | Lamprecht trinkt aufgrund von Wassermangel Wein. Die Hitze in der Wohnung setzt ihm zusätzlich zu, und über die Lautsprecher wird mit großer Lautstärke eine Aufnahme von Melanie vorgespielt. Tai scheint Jannik aus dem Weg zu gehen. Der Arzt, der eigentlich eine Hormontherapie vornehmen sollte, empfiehlt Jannik, seinen Eltern von seiner Homosexualität zu erzählen. Janniks Großmutter väterlicherseits ist gestorben, weshalb die Familie in Kürze zur Beerdigung fahren müsse. Lamprecht vermutet nun, Herr Heise sei der Entführer. In einer Rückblende sieht man, wie Herr Heise mehr über die Umstände des Suizids seiner Tochter und deren Beziehung zu Gieseking erfahren wollte. Lamprecht warf Heise dabei „erzieherisches Totalversagen“ vor, woraufhin Heise Lamprecht schlug. Rückblick zu Melanies Suizid: Melanie stand auf dem Dach des Schulgebäudes und wollte Gieseking sprechen. Lamprecht trifft auf Gieseking im Schulgebäude, wo Gieseking ihm eine Beziehung zu Melanie gesteht. Lamprecht verhinderte, dass Gieseking zu Melanie auf das Dach geht. Melanie springt in den Tod. Einige Monate später wird Gieseking zur stellvertretenden Schulleiterin gewählt. Dabei wird Vertrauenslehrer Frank Bussmann übergangen. Jannik zeigt bei den „Verhören“ zunehmend Mitleid mit Lamprecht und will diesen eigentlich befreien, während Tai ihn weiter unter Druck setzen möchte. Tai nähert sich daraufhin Jannik wieder körperlich an, was Jannik zurückweist. Jannik fährt mit seinen Eltern nach Husum. | 12. Okt. 2023      |
| 5          | 5         | Bucklige Verwandtschaft             | Jannik und seine Familie sind zur Beerdigung von Janniks Oma in Husum. Jannik gelingt es, sich in Tais Cloud einzuloggen. Dort findet er zahlreiche Videos von Melanie, unter anderem von einer Theaterprobe, bei der sich Melanie und Claudia Gieseking nähergekommen sind. Damit liegt ein Beweis für Giesekings Fehlverhalten vor und dafür, dass Melanie die Wahrheit gesagt hat. In einem weiteren Video sieht er, wie Lamprecht Gieseking am Tag von Melanies Suizid daran gehindert hat, zu dieser auf das Dach zu gehen. Währenddessen erhält Lamprecht Briefe und Zeitungsausschnitte, denen er entnimmt, dass ein LKW-Fahrer in Rotterdam einen deutschen Schüler namens „Philipp L.“ überfahren habe. Er schließt daraus, dass es sich um seinen Sohn und um Herrn Heise als Täter handelt. Zurück in Berlin konfrontiert Jannik Tai damit, dass dieser mit seinen Videos längst alle Beweise hätte. Tai gesteht ihm weinend, dass er die Situation nicht mehr unter Kontrolle habe und läuft weg. Über die Kamera sieht Jannik, dass Lamprecht einen Suizidversuch unternommen hat. Er ruft einen Notzarzt und verlässt Lamprechts Wohnung. Zuhause berichtet er seinen Eltern von seiner Homosexualität. | 12. Okt. 2023      |
| 6          | 6         | Wer ist Gott?                       | Lamprecht hat den Suizidversuch überlebt. Sowohl in der anschließenden psychiatrischen Behandlung als auch bei der Polizei wird ihm die Geschichte der Entführung nicht geglaubt, zumal es in der Wohnung keine Beweise gibt. Jannik und Tai sprechen sich aus. Dabei erfährt man in einer Rückblende, wie Tais Vater vor zehn Jahren in einem Bus von Neonazis angegriffen wurde und wie die Polizei die Straftat nicht weiter verfolgt hat. Tai gesteht weiterhin, dass er Melanie liebte und sich an Lamprecht für dessen Verwicklung in Melanies Suizid rächen wollte. Gieseking erklärt Lamprecht, dass dieser an der Schule keine Stelle mehr habe. Gieseking betont, dass es keine Beweise für ein Fehlverhalten ihrerseits gebe. Lamprecht hält eine Ansprache vom Dach der Schule, in der er „Gott“ für die Erfahrungen der letzten Wochen dankt, und diesen um „Beweise“ bittet. Jannik wirft einen USB-Stick in das Postfach des Vertrauenslehrers Bussmann, auf dem sich die Videos befinden, die die Beziehung von Melanie und Gieseking sowie Lamprechts Verstrickung zeigen. | 12. Okt. 2023      |

## Entstehung
Die Serie wurde von Milena Maitz und Fabian Pöhlmann im Auftrag von SWR und arte produziert und in Berlin gedreht. Der Regisseur Axel Ranisch schrieb das Drehbuch gemeinsam mit Sönke Andresen auf der Grundlage seines gleichnamigen, 2018 veröffentlichten Romans.

## Veröffentlichung
Die erste Staffel feierte ihre Online-Premiere am 5. Oktober 2023 bei arte.tv sowie einen Tag später in der ARD-Mediathek. Die TV-Premieren waren am 12. Oktober auf Arte und am 13. Oktober in der ARD. Bereits einige Monate zuvor waren mehrere Folgen der Serie beim Filmfest München gezeigt worden.

## Rezeption
Die Kritiken zur Serie fielen sehr positiv aus. So schreibt Anja Rützel bei Spiegel Online, die Serie sei „besonders, tollkühn und absolut sehenswert“ und beschreibt die Serie als „Knall- und Wundertüte“, die „schräge Buddy-Komödie und Rachedrama, Coming-of-age-and-out-Erzählung und Miniaturkrimi, Inspektion der Idee »Familie« und Verneigung vor der lebensrettenden Wucht, die Kunst entfalten kann“ sei.
Rainer Tittelbach spricht auf seiner Webseite von einer „in jeder Hinsicht (..) perfekte[n] Serie“ und hebt auch die darstellerischen Leistungen hervor. Heike Hupertz schreibt in der FAZ, bei der Serie handele es sich um einen „Geniestreich“, der dem Autor und Regisseur Axel Ranisch zu verdanken sei. Dabei betont sie, dass die Figuren stärker als bei Ranischs sonstigen Arbeiten seien.

## Verweise
- Axel Ranisch: Nackt über Berlin in der ARD-Mediathek. Sendungsseite, abrufbar bis 6. Oktober 2025
- Nackt über Berlin bei IMDb